# Памятник авиаторам-черноморцам
Памятник авиаторам-черноморцам (укр. Пам'ятник авіаторам-чорноморцям) на проспекте Генерала Острякова был установлен в 1981 году к 60-летию ВВС КЧФ. Авторы проекта — архитекторы М. В. Фортуна, М. Г. Раду, скульптор — Ю. А. Канашин, инженер — В. И. Панфил. Является объектом культурного наследия регионального значения периода Великой Отечественной войны. 

## История
Столкновения черноморских лётчиков с немецкими войсками начались в первые дни Великой Отечественной войны. Во время обороны Перекопа они поддерживали 51-ю и Приморскую армии. После немецкой оккупации Крыма, в ноябре, Авиация Черноморского флота перебазировалась на Кавказ; в Севастополе осталась только авиагруппа 8-го и 32-го полков.
4 ноября советскими войсками был подбит 31 самолёт Люфтваффе. 5 ноября вблизи посёлка Малое Садовое Бахчисарайского района погиб заместитель командира 2-й эскадрильи 11-го штурмового авиаполка, капитан Николай Титович Хрусталёв. Он направил горящий самолёт на скопление техники противника, огневой таран Хрусталёва стал первым в авиации Черноморского флота.
До конца ноября в севастопольской авиагруппе оставалось лишь 39 самолётов. 23 ноября при налёте на Сарабуз было уничтожено 15 бомбардировщиков, 16-й сбит в бою. В начале 1942-го группа получила новые самолёты Як-1, МиГ-3, Ил-2, Пе-2 и ДБ-3.
Перед третьим наступлением войск Оси на Севастополь была создана третья особая авиагруппа под командованием полковника Г. Г. Дзюбы. При постоянных авиаударах аэропорты обслуживали 4—5 вылетов в сутки. При дальнейшей угрозе захвата аэродрома на мысе Херсонес, были взорваны 36 неисправных самолётов, 17 были передислоцированы в Анапу. 10 экипажей 23-го авиаполка капитана М. И. Ахапкина и примерно 2 тысячи человек авиагруппы вступили в бой.
За период Обороны севастопольская авиагруппа уничтожила 334 и повредила 108 вражеских самолётов. 61 лётчик Черноморского флота получил звание Героя Советского Союза.

## Описание
Три 32-метровых пилона, имеющие в плане форму трилистника, увенчаны стилизованными изображениями боевых самолётов. Пилоны находятся на мощном стилобате, установленном на искусственном кургане. В объёмно-пространственную композицию памятника входит мемориальная «Стена Памяти», на гранитных плитах которой высечены имена 1297 лётчиков-черноморцев, которые не имеют захоронений.
Добраться до памятника можно маршрутами 2, 9а, 12, 20, 25, 26, 95, 400 до остановки «Больничный комплекс». Копия монумента представлена в Бахчисарайском парке миниатюр.
- Фотографии памятника